# Schönhauser Allee (metrostation)
Schönhauser Allee is een metrostation in de Duitse hoofdstad Berlijn dat in 1913 haaks boven het gelijknamige station van de Ringbahn werd geopend.
In maart 1910 begonnen de werkzaamheden aan de verlenging van de metrolijn door het Berlijnse stadscentrum (de huidige U2) vanaf station Spittelmarkt naar het noorden. De verlenging werd grotendeels ondergronds aangelegd, maar de brede Schönhauser Allee leende zich uitstekend voor een luchtspoortraject, dat goedkoper in aanleg zou zijn. Het viaducttracé, dat net ten noorden van station Senefelderplatz begint, kwam in gebruik op 27 juli 1913 en heeft tegenwoordig in zijn geheel de status van monument. De lijn kreeg zijn eindpunt bij de kruising van de Schönhauser Allee met de Ringbahn, waar het station Nordring verrees. Aangezien de S-Bahnring ter plaatse in een uitgraving ligt, zou een ondergrondse kruising kostbaar en technisch ingewikkeld zijn geweest, hetgeen een extra reden vormde de metrolijn over de Schönhauser Allee bovengronds aan te leggen. In 1936 verving men de oorspronkelijke, naar de overstapmogelijkheid op de Ringbahn verwijzende naam door de huidige naam van het station. Het station was toen al geen eindpunt meer: in 1930 had men lijn A doorgetrokken naar Pankow (Vinetastraße).
Alfred Grenander, huisarchitect van het metrobedrijf, de Hochbahngesellschaft, ontwierp een metrostation met een eilandperron en een stalen overkapping. In het midden van de overkapping is over de gehele lengte een bovenlicht aangebracht, waardoor daglicht tot op het perron kan doordringen. Hetzelfde ontwerp is terug te vinden in het metrostation Eberswalder Straße, even ten zuiden van station Schönhauser Allee. Aanvankelijk had het station slechts één uitgang aan het noordelijke uiteinde, leidend naar de middenberm van de Schönhauser Allee. Toen men rond 1925 ook aan de zuidzijde een uitgang schiep, werd het buiten de overkapping liggende deel van het perron eveneens van een dak voorzien. In 1962 volgde de aanleg van een rechtstreekse verbinding met het verdiept gelegen S-Bahnstation.